# 呂學謙
呂學謙（？—？），江西人，清朝官員。吏員出身。

## 生平
呂學謙於1751年（乾隆16年）接替包瀜，於台灣台北地區擔任八里坌巡檢一職，是大台北地區的地方父母官。